# Friedrich Winker
Friedrich Gotthilf Winker (* 27. November 1883 in Knittlingen; † 16. November 1942 in Kreuzthal im Allgäu) war ein deutscher Politiker.

## Leben, Beruf
Nach dem Besuch der Volksschule machte Friedrich Winker in Stuttgart eine Ausbildung für den mittleren städtischen Verwaltungsdienst und schloss mit der Verwaltungsdienstprüfung ab. Er arbeitete dann bei der Stadtverwaltung in Stuttgart von 1919 bis 1923 als städtischer Registrator. 1924 bis 1927 war er städtischer Rechnungsrat und ab 1928 städtischer Oberrechnungsrat. 1930 wurde er Vorstand der Ortsbehörde für die Arbeiter- und Angestelltenversicherung.

## Politik
Winker war Mitglied der SPD. 1919 wurde er in den Württembergischen Landtag gewählt, dem er bis 1933 angehörte. Seit 17. Dezember 1926 war er vom Landtag gewähltes Mitglied des Oberbewertungsausschusses beim Landesfinanzamt. Seit 31. Januar 1928 bekleidete er die Funktion eines vom Landtag gewählten Mitglieds des Finanzgerichts.

## Familie
Winker war der Sohn des Harmonikamachers und Geschäftsführers Philipp Winker (1847–1927) und der Maria Magdalene Winker geb. Hotz (* 1851) und hatte neun Geschwister. 1906 heiratete er Emilie Helene Wimpff.